# Desperados on the Block
Desperados on the Block ist ein deutsches Filmdrama aus dem Jahr 2009.

## Handlung
Im Fahrstuhl eines Studentenwohnheims treffen sich drei Studenten.
Der taube lettische Student Motek hat sich in die Bibliotheksaufsicht verliebt und will sie, ohne zu sprechen, erobern und schreibt ihr auf einen Zettel, sie solle einen Tag, ohne zu sprechen, mit ihm verbringen. Überraschenderweise willigt sie ein.
Der zurückhaltende Sin Xuah aus Shanghai studiert seit einem Jahr in Deutschland. Um das zu finanzieren, gibt er in Mathematik Nachhilfe. Seine erste Schülerin Hanna bringt ihn aus dem Konzept. Sie nutzt seine Unsicherheit für ihre aufkeimende Sexualität.
Die gläubige rumänische Studentin Clara studiert katholische Theorie. Sie lebt nur für Gott und will nicht anderes. Da sie früher, wenn sie mit ihm sprach, eine Antwort bekam und jetzt nicht mehr, beschließt sie alle zehn Gebote zu brechen, um von ihm wieder erhört zu werden. Sie erzählt dem Studenten Dominik von ihrem Vorhaben und es kommt zum Eklat. Sie muss sich entscheiden, ob ihr das Vertrauen eines anderen Menschen oder die Aufmerksamkeit Gottes wichtiger ist.

## Hintergrund
Der Film wurde von Toccata Film produziert. Sein Budget betrug 200 Tausend Euro.

## Preise und Nominierungen
- 2009: Gewinner des Nachwuchsförderpreises des Fünf-Seen-Filmfestivals
- 2009: Nominierung für den Max-Ophüls-Preis
- 2009: Nominierung für den New Directors Award des San Sebastian IFF
- 2009: Nominierung für den First Steps Award